# Asediul Kőszegului
Asediul Kőszegului sau Asediul Günsului (în turcă Güns Kuşatması) a avut loc în 1532 la orașul Kőszeg (în germană Güns) din Regatul Ungariei din cadrul Imperiului Habsburgic. Forțele austriece ale Monarhiei Habsburgice sub conducerea căpitanului croat Nikola Jurišić⁠(d) (în maghiară Miklós Jurisics) au apărat mica cetate de frontieră de la Kőszeg, numai cu 700-800 de soldați croați, fără tunuri și cu puține arme. Apărătorii au împiedicat înaintarea către Viena a unei armate otomane de 120.000–200.000 de oameni în frunte cu sultanul Soliman Magnificul (în turcă otomană سليمان Süleymān) și Pașa Ibrahim.
Nu se știe rezultatul exact, deoarece există două versiuni, care diferă, în funcție de sursă. În prima versiune, Nikola Jurišić a respins oferta de a capitula în condiții avantajoase; în cea de-a doua versiune, orașul a primit termeni pentru o capitulare nominală. Suleiman, care a fost întârziat timp de aproape patru săptămâni, s-a retras la sosirea ploilor din august, și nu continuat spre Viena, așa cum dorea el, ci s-a întors spre casă.
Suleiman și-a asigurat stăpânirea asupra Ungariei, cucerind mai multe alte cetăți, dar, după retragerea otomană, împăratul Ferdinand I de Habsburg a reocupat unele dintre teritoriile devastate. După aceasta, Suleiman și Ferdinand au încheiat tratatul de la Constantinopol din 1533⁠(d), prin care se confirma dreptul lui Ioan Zápolya ca rege al întregii Ungarii, dar lui Ferdinand i se recunoștea posesiunea asupra unora dintre teritoriile  reocupate.

## Context

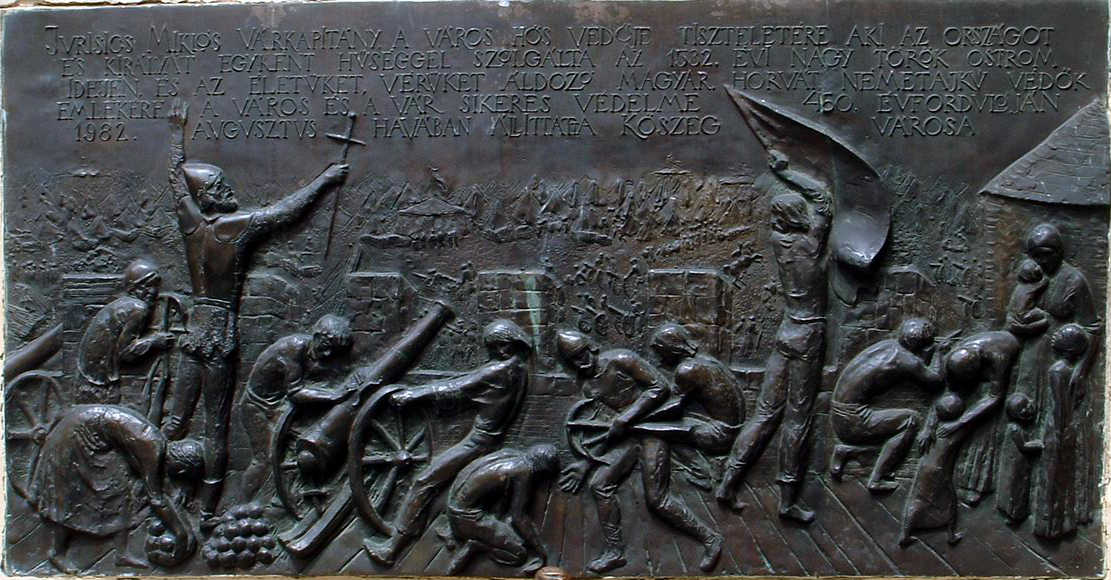
Scenă din Asediul Kőszegului, situată în burgul Kőszeg

La 29 august 1526, la bătălia de la Mohács, forțele creștine conduse de regele Ludovic al II-lea au fost învinse de către cele otomane conduse de sultanul Suleiman Magnificul. Ludovic a fost ucis în lupta care a dus la sfârșitul Regatului Ungariei ca entitate statală independentă, el murind fără moștenitor. Regatele Ungariei și Croației au devenit teritorii disputate de Imperiile Habsburgic și Otoman. Împăratul Ferdinand I de Habsburg, care era frate cu sfântul împărat roman Carol al V-lea, s-a căsătorit cu sora lui Ludovic al II-lea și a fost ales rege de către nobilii din Ungaria și Croația.
Tronul Ungariei a devenit subiect de dispută dinastică între Ferdinand și Ioan Zápolya din Transilvania, întrucât Suleiman promisese să-l facă pe Zápolya conducător al întregii Ungarii. În timpul campaniei maghiare din 1527-1528⁠(d), Ferdinand a capturat Buda de la Ioan Zápolya, în 1527, dar a trebuit să renunțe la ea în 1529, când un contraatac otoman l-a privat pe Ferdinand de toate câștigurile teritoriale din 1527 și 1528. Asediul Vienei în 1529 a fost prima încercare a lui Soliman Magnificul pentru a captura capitala Austriei. Acest asediu a reprezentat apogeul puterii otomane și limita maximă a expansiunii Otomane în Europa Centrală.

### Războiul cel Mic din Ungaria
După asediul nereușit al Vienei de către Suleiman în 1529, Ferdinand a lansat un contraatac în 1530 pentru a recâștiga inițiativa și a răzbuna distrugerile armatei de 120.000 de oameni a lui Suleiman. Această campanie este de obicei considerată a fi începutul Războiului celui Mic, o perioadă cu o serie de conflicte între Habsburgi și Imperiul Otoman. Buda a fost atacată de Ioan Zápolya, regele Ungariei vasal otomanilor, dar Ferdinand a avut succes în altă parte, capturând Gran (Esztergom) și alte cetăți de-a lungul Dunării, o frontieră strategică vitală.

## Campania din 1532
În prima parte a Războiului celui Mic din Ungaria, ca răspuns la contraatacul lui Ferdinand din 1530, și ca o parte a celei de a cincea campanii imperiale⁠(d) (în turcă otomană سفر همايون, Sefer-am humāyūn) din anul 1532, Suleiman a venit cu o armată masivă de peste 120.000 de soldați să asedieze din nou Viena. Din cauza înaintării rapide a lui Suleiman, Ferdinand se temea că forțele creștine nu vor avea timp să se adune pentru a-l întâmpina. Pe 12 iulie, Suleiman i-a scris lui Ferdinand din Osijek în Slavonia, să-l asigure că otomanii înaintează. Potrivit scrisorii, cea de a cincea campanie a lui Suleiman era îndreptate în primul rând împotriva lui Carol Quintul, și nu personal împotriva lui Ferdinand. După ce Suleiman a trecut Drava, la Osijek, în loc să se îndrepte pe drumul obișnuit către Viena, el s-a întors spre vest către teritoriul ungar stăpânit de Ferdinand. Conform istoricului Andrew Wheatcroft, pe drumul spre Viena, armata otomană atacase și capturase rapid șaptesprezece orașe sau castele fortificate. Ferdinand și-a retras armata, lăsând doar 700 de oameni cu tunuri și câteva arme pentru a apăra Koszegul.
Cu toate acestea, pentru a obține victorii decisive, otomanii erau obligați să cucerească rapid orașul, întrucât o mare armată imperială adunată din Germania, întărită cu trupe spaniole și condusă de împăratul Carol Quintul în persoană se apropia în sprijinul lui Ferdinand.

### Asediul

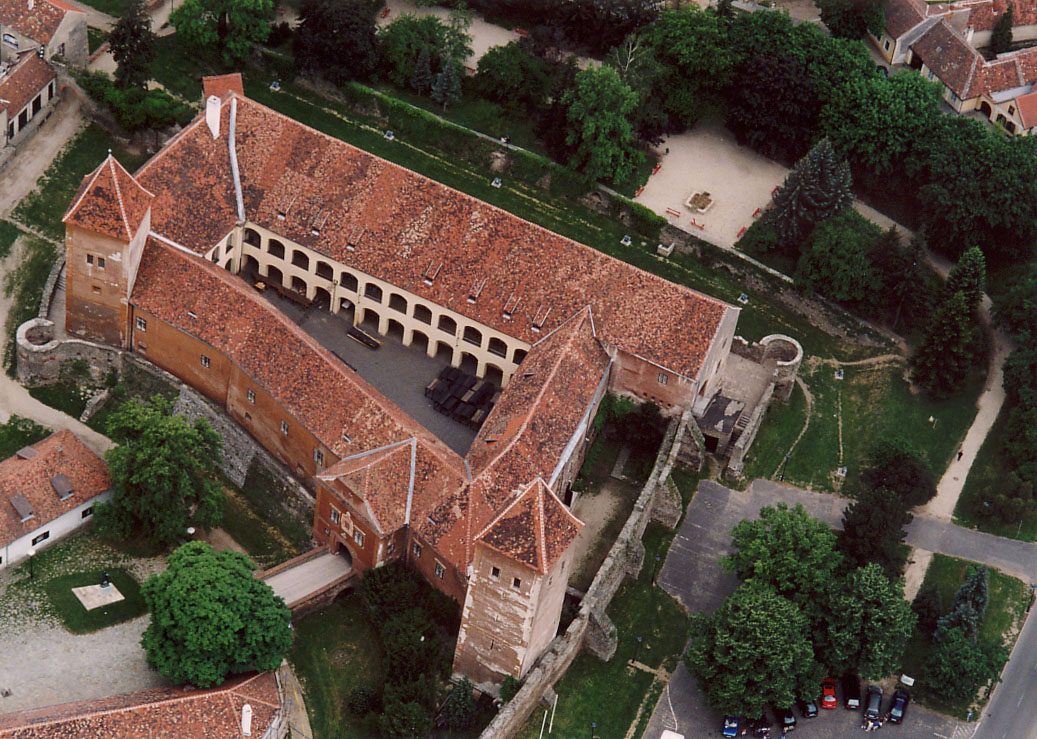
Vedere aeriană a din Kőszeg

Situat la sud de Sopron, orășelul Kőszeg se afla la doar câțiva kilometri de granița cu Austria. El era ocupat de o forță condusă de soldatul și diplomatul croat Nikola Jurišić⁠(d). Kőszeg nu era considerat un loc prea important. Era un obstacol nesubstanțial și multe alte întărituri mai puternice cedaseră fără luptă. Marele vizir otoman, Ibrahim Pașa, nu și-a dat seama cât de slab apărat era Kőszegul. După ce a cucerit câteva întăriri minore, Suleiman venit să i se alăture lui Ibrahim Pașa la scurt timp după aceea, când asediul începuse deja.
Otomanii s-au confruntat la Kőszeg cu o rezistență acerbă. Suleiman sperase că armata imperială va veni să despresureze Kőszegul, dându-i ocazia unei lupte pe scară mai largă. În timpul atacurilor otomane asupra Kőszegului însă, armata imperială încă era în curs de formare la Regensburg. Otomanii au continuat asalt după asalt; focul de artilerie a dărâmat părți din ziduri, dar nu a adus nicio capitulare. Minele otomane au fost măcinate de contramine. Structura zidurilor Kőszegului făcea ca minele să fie o strategie fezabilă, dar, chiar dacă mai multe mine au reușit să dea găuri în fortificații, apărătorii au rezistat. Timp de peste douăzeci și cinci de zile, fără artilerie, căpitanul Nikola Jurišić și garnizoana sa de 700 de țărani maghiari locali cu câțiva soldați croați a opus o dârză rezistență contra a nouăsprezece atacuri pe scară largă atacuri și bombardamentului neîncetat al otomanilor.
Există două versiuni de rezultat. În prima versiune, Nikola Jurišić a respins oferta de a capitula în condiții avantajoase, și otomanii s-au retras. În cea de-a doua versiune, orașul a primit condițiile unei capitulări nominale: singurii otomani care ar fi primit permisiunea de a intra în castel urmau să fie o forță minimală care să înalțe drapelul otoman⁠(d).
În ambele versiuni, Suleiman s-a retras la sosirea ploilor din august, și s-a întors spre casă, în loc să continue spre Viena, cum intenționa la început. El a întârziat aproape patru săptămâni, iar în acest timp la Viena se adunase o puternică armată, cu care Suleiman nu intenționa să se confrunte. Conform istoricului Paolo Giovio, Carol a venit cu o armată imperială la Viena, pe 23 septembrie, prea târziu pentru a lupta impotriva turcilor deoarece Suleiman se retrăsese deja. Prin apărarea Kőszegului, Nikola Jurišić și oamenii lui au salvat Viena de la un asediu.

## Urmări
| Imagine indisponibilă                                                               |  | Imagine indisponibilă |
| Statuile lui Nikola Jurišić din Senj, Croația (stânga) și Kőszeg, Ungaria (dreapta) |  |                       |

Deși a fost oprit la Kőszeg și nu a reușit să cucerească Viena, Suleiman și-a asigurat stăpânirea asupra Ungariei cucerind mai multe cetăți, deoarece Ferdinand și Carol au evitat o luptă deschisă. Imediat după retragerea otomană, Ferdinand a reocupat teritoriul devastat din Austria și Ungaria. Suleiman a încheiat însă un tratat de pace⁠(d) cu Ferdinand, în 1533, la Constantinopol. Tratatul îl confirma pe Ioan Zápolya ca rege al Ungariei, dar recunoștea stăpânirea lui Ferdinand asupra acelei părți a țării care se bucura de status quo.
Acest tratat nu i-a mulțumit nici pe Zápolya nici pe Ferdinand, ale căror armate au început să se ciocnească de-a lungul granițelor. După moartea lui Zápolya în 1540, Suleiman a anexat Ungaria la teritoriul otoman. Deși din 1529 până în 1566 granițele Imperiului Otoman au mai înaintat spre vest, niciuna dintre campaniile de după 1529 nu au adus victoria decisivă care să asigure noile cuceriri otomane.